# Nowy Buczyn
Nowy Buczyn – wieś w Polsce położona w województwie mazowieckim, w powiecie sokołowskim, w gminie Kosów Lacki. Obok miejscowości przepływa rzeczka Buczynka, dopływ Bugu.
Wieś wchodzi w skład sołectwa Nowy Buczyn i Buczyn Dworski.
W latach 1975–1998 miejscowość administracyjnie należała do województwa siedleckiego.
Wierni wyznania rzymskokatolickiego zamieszkali w miejscowości należą do parafii Skibniew.